# Urva
Urva (лат.) — род хищных млекопитающих семейства мангустовых, объединяющий азиатских мангустов.
Виды этого рода ранее относили к роду Herpestes, который, как теперь считается, состоит исключительно из африканских видов. По молекулярно-генетическим данным, Urva образует монофилетическую группу с родами Xenogale и Atilax, а Herpestes — со всеми остальными видами подсемейства Herpestinae.
В роде Urva насчитывается 9 современных видов, распространённых по всей Азии, от восточной Турции до Тайваня и острова Ява. Малый мангуст (Urva auropunctata) был завезён на островные территории по всему миру, где стал инвазионным видом.
Родовое название Urva происходит от непальского названия типового вида —  мангуста-крабоеда (Urva urva).

## Виды
База данных Американского общества маммологов (ASM Mammal Diversity Database) признаёт 9 видов мангустов рода Urva.
| Иллюстрация | Название                                                | Охранный статус и ареал |
| ----------- | ------------------------------------------------------- | ----------------------- |
|             | Обыкновенный мангуст Urva edwardsii (É. Geoffroy, 1818) | [ 7 ]                   |
|             | Яванский мангуст Urva javanica (É. Geoffroy, 1818)      | [ 8 ]                   |
|             | Полосатошейный мангуст Urva vitticollis (Bennett, 1835) | [ 9 ]                   |
|             | Малый мангуст Urva auropunctata (Hodgson, 1836)         | [ 10 ]                  |
|             | Мангуст-крабоед Urva urva (Hodgson, 1836)               | [ 11 ]                  |
|             | Индийский мангуст Urva smithii (Gray, 1837)             | [ 12 ]                  |
|             | Короткохвостый мангуст Urva brachyura Gray, 1837        | [ 12 ]                  |
|             | Бурый мангуст Urva fusca (Waterhouse, 1838)             | [ 13 ]                  |
|             | Воротничковый мангуст Urva semitorquata (Gray, 1846)    | [ 14 ]                  |

Кроме того, к роду относится вымерший вид Urva fanchangensis Jiangzuo et al., 2024, описанный по ископаемым остаткам из плейстоценовых отложений Китая.